# إس كيه-2
إس كيه-2 (بالإنجليزية: SK-II) هي ماركة مستحضرات تجميل يابانيَّة بدأت العمل في الثمانينيَّات ~1980 اعتمادًا على مركب اشتقَّ من الخميرة. تملكها شركة بروكتر وغامبل وتُباع وتُسوَّق كرائدة حلول العناية بالبشرة في شرق آسيا وشمال أمريكا وأوروبا وأستراليا.

## التاريخ
طوَّر علماء يابانيون[من؟] إس كيه-2 أثناء تقصَّيهم استعمال مكوِّنات مشتقَّة طبيعيَّة لوحظ أنَّ أيدي العاملين في صناعة جعة الساكي كانت ناعمة وصافية وتشع شبابًا نتيجة غمرها بالخميرة المتخمرة، وفي النهاية عُزِلَت خلاصة الخميرة للاستعمال التجميليّ وسمتها الشركة بيتيرا (بالإنجليزية: pitera) وطرحت في الأسواق في بداية الثمانينيَّات ~1980. استحوذت شركة بروكتر وغامبل بشرائها لماكس فاكتور في 1991 ووسَّعت مبيعاتها من اليابان وصولا حتى تايوان وكوريا وهونغ كونغ وفي عام 2000 وصلت المملكة المتحدة ولاحقًا الولايات المتحدة، مقتصرةً في مبيعاتها بدايةً على متاجر عالية المستوى حيث قدَّم «استشاريون» الماركة إلى الزبائن وشرحوا لهم عنها. بيعت اعتبارًا من 2018 في أستراليا وإندونيسيا وماليزيا وسينغافورا وإسبانيا وتايلاند.

## الخلافات في الصين
في أبريل 2005، دفعت الشركة 200000 يوان غرامة بعد أن ادَّعى شخص في الصين عدم دقَّة إعلان منتج إس كيه-2 وأنَّه سبَّب تفاعلًا تحسُّسيًّا. وفي سبتمبر 2006، وجدت بقايا من نيوديميوم والكروم في منتجات إس كيه-2 في الصين وكلاهما ممنوعان في مستحضرات التجميل ويمكن أن يسببا التهاب جلد تحسسي وأكزيما، قامت الشركة بسحب عدة منتجات من الصين في حين بينما طلب من الزبائن التوقيع على اتفاقية «منتج آمن» لإفراج شركة بروكتر وغامبل عن المسؤولية من أجل إعادة المنتجات التي اشتروها. بحلول نهاية ذلك الأسبوع علَّقت الشركة المبيعات في الصين وأغلقت نُضُد البيع هناك منشئةً خطًّا ساخنًا لطلبات استرداد الأموال. وعُلِّقت مبيعات الشركة أيضا بعدها بأسبوعين تقريبًا في كوريا الجنوبيَّة بحيث استُئنِفت المبيعات بعد إعطاء التصاريح بأن المنتج آمن. أعلنت بروكتر وغامبل أنَّها قد تعاود بيع منتجاتها في الصين نهاية 2006 بعد أن وضَّح منظِّمون أنَّ بقايا تلك العناصر في مستحضرات التجميل غير مؤذية لصحَّة البشر.

## روابط خارجية
- SK-II الصفحة الرئيسية